# 半去势
半去势（英語：或）指割去男性一侧睾丸的行为，属于一种罕见的人体改造，医学上称为“单侧睾丸切除术”。作为通过仪式进行的半去势手术曾见于东非、南非、汤加、洛亚蒂群岛以及加罗林群岛等地的原住民族，但其本源和原因则因地区差异而大相径庭。不同于以絕育为目的的阉割，半去势不会对生育能力产生明显影响。

## 世界各地的分化

### 波纳佩
在密克罗尼西亚联邦首都所在波纳佩岛，半去势被称作，意为“受刀割”。波纳佩岛民将这其视为男子成长过程中必不可少的一环，只有经过纹身和半去势，男孩才可谈婚论嫁、成家立业:89-90。这一习俗首见于19世纪末西班牙殖民者的考察纪录，德日等国的人类学家随后对此进行了深入研究。根据记载，选在男孩年至14至16岁时进行。主刀人称为，一般由男孩家族挚友中经验丰富者担任。男孩侧卧于地并蜷起双腿以露出睾丸，在场的男性亲友负责固定四肢防止挣扎:89。主刀人用锋利的竹刀或贝壳刀在阴囊根部向下割开长约2厘米的切口，挤出右侧睾丸并切除。术后创口用山泉洗净，敷上特制药膏:381。由于不加任何麻醉，经常有人疼昏过去，而能镇定自若经受这一仪式则被视为勇气和阳刚的证明。男孩随后必须在僻静的山间小屋内住至伤愈，整个过程不得有女眷在场。待到伤口愈合，男孩全家要摆酒设宴，酬谢主刀人。:90原始的传承至20世纪初，直到一战后波纳佩划归日本委任统治为止。1922年，日本设立殖民机关南洋厅，对南洋群岛原住民普及文明教育，同时立法禁止一切形式的人体改造，这一习俗渐次在新一代波纳佩人中销声匿迹。今天，转义为情侣互相在对方身上割出伤口，以示两人的爱情忠贞不渝:89。

### 非洲

半去势在非洲的传播：①貝扎人；②章杰罗（Djandjero）人；③锡达莫人；④达马拉人；⑤盖西夸（Geissiqua）人；⑥耶尼夸（Eyniqua）人；⑦霍屯督人；⑧格里夸人；⑨布须曼人

瑞典人类学家拉格克兰斯考察发现，在澳洲帕尔默河流域、玻里尼西亞汤加的紐阿托普塔普島、尼罗河以东的贝扎人、阿比西尼亚东部的两个民族以及南非的六个民族中都曾出现过类似的习俗:207。不同民族的形式不尽相同，或用两块石板夹碎，或由亲生母亲吞食:183。在南非纳米比亚的霍屯督人（今称科伊科伊人），男童早至8到9岁，晚不过18到19岁便须接受手术。手术由村中祭司操刀，先用一头新宰羔羊的脂肪涂抹男童全身，随后用刀割开阴囊，快速利落地挤出左侧睾丸，切断并结扎精索血管，将混有草药的羊脂团填入空瘪的阴囊内促进愈合，再用鸟骨针和羔羊肌腱捻成的手术线缝合伤口。伴随着第二次涂油，整个仪式才告完成。西方旅行探险家自17世纪初便对此多有描述，但对其现实动机却知之甚少。一说有利于快速奔跑、便于狩猎；一说霍屯督人忌讳双胞胎，又将双胞胎的降生归因于男性的左右睾丸，故而割之；一说在于抑制青年性欲，稳定出生率和社会秩序；另说仅为通過仪式，不一而足。拉格克兰斯从民族学的角度提出：世界各地的半去势习俗均起源自亚洲，后由含米特人经阿拉伯半岛传入東北非，最初作为布须曼人等狩猎民族考验男子是否具备长途追猎毅力的通过仪式。非洲南端的霍屯督人在与南迁布须曼人的文化交流中习得了这一习俗，并基于自身游牧民族的特性赋予其“避免孪生”的新涵义，随后进一步演变为部落内的惩罚手段，直至19世纪末逐渐式微。对半去势的记载延续20世纪初，可见当时这种习俗仍未从霍屯督人的某些支系中根绝。

## 对生殖能力的影响
施行半去势的民族长久以来繁衍生息、代代相传，令人类学家推测该习俗可能对削弱生殖能力无甚作用:382-383，这种推测也得到了医学上的支持。现有的临床经验和部分研究表明，半去势并不会对第二性徵、勃起功能及生育能力等造成严重损害。这主要归功于男性生殖系統极强的储备能力以及睾丸的代偿机制。对临床病例的研究显示，男性一侧睾丸切除后，睾酮来源减少，促进促卵泡激素分泌，启动垂體性腺负反馈机制，导致对侧睾丸间质细胞分泌增加，在短期内将血清睾酮及精子浓度提升至正常水平，消除半去势引起的改变。若半去势发生在青春期之前，青春期时健存睾丸还会出现代偿性增生肥大这一组织学改变。这也正是许多男性在因睾丸癌切除一侧睾丸后，依然可以正常生儿育女的原因。

## 拓展阅读
- The Editors of Encyclopaedia Britannica (编). . . Encyclopædia Britannica, inc. 2016-06-30  [2018-10-13]. （原始内容存档于2018-09-06） （英语）.
- Kolb, Peter. . Nürnberg: Monath Rostock Universitätsbibliothek Nürnberg. 1719: 420–423. OCLC 935889439 （德语）.